# Nathalie Fiat
Nathalie Fiat, née le 4 novembre 1964, est une coureuse cycliste française spécialiste de VTT cross-country et de VTT de descente.

## Palmarès en VTT

### Championnats du monde
- Ciocco 1991 :  Médaillée d'argent de descente
- Barga 1991 : 7e du cross-country
- Bromont 1992 : 8e du cross-country
- Métabief 1993 : 6e du cross-country

### Championnats d'Europe
- 1991 :  Médaillée d'argent de descente
- 1992 : 9e de descente et 9e du cross-country
- 1993 : 6e du cross-country
- 1994 : 5e du cross-country

### Championnats de France
- Championne de France de descente : 1991, 1992[1]
- Championne de France de VTT cross-country : 1995